# Anna Adamczewska
Anna Adamczewska (ur. 21 lipca 1979) – polska judoczka.
Była zawodniczka klubów: WTJ Włocławek (1991-1998), KS AZS-AWF Wrocław (1999-2003). Czterokrotna medalistka mistrzostw Polski seniorek: złota (1999 - mistrzostwa Polski Open w kat. do 60 kg), dwukrotna srebrna (1999 i 2000 - kat. do 57 kg) oraz brązowa (2000 - mistrzostwa Polski Open w kat. do 60 kg).